# ファースト会衆派教会 (マスーアン)
ファースト会衆派教会（ファーストかいしゅうはきょうかい、英語：First Church Congregational）は、アメリカ合衆国のマサチューセッツ州マスーアンのプレザント・アンド・スティーヴンス通りにある歴史的教会である。1855年、1729年設立のマスーアン・ファースト会衆派教会の代わりにネオ・ゴシック建築様式で建てられた。最初の礼拝堂はダディ・フライズ・ヒル共同墓地にあったが、1832年に現在の場所に移転した。現在の建物には花崗岩の壁、粘板岩の屋根、銃眼付きの胸壁を備えた屋根がある塔や典型的なゴシック様式の尖頭窓などがある。1895年、ジョン・ラファージ設計のキリスト復活を描写したステンドグラスを設置した。
1978年、教会は別々にアメリカ合衆国国家歴史登録財に認定され、1984年にはプレザント・アンド・スティーヴンス歴史地区に含まれた。現在の会衆派教会はキリスト連合教会に所属しており、主任牧師はウィリアム・D・イングラハム神父である。

## 外部リンク

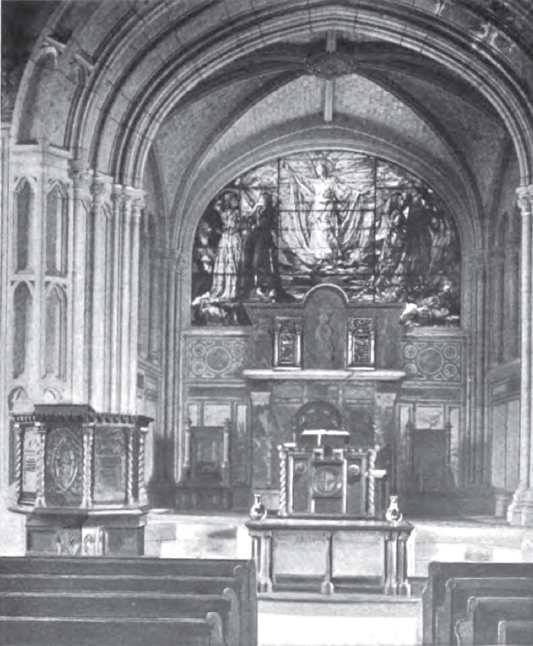
1900年頃のステンドグラスがある内観